# No tengo dinero
No tengo dinero (span. für Ich habe kein Geld) ist ein Lied des mexikanischen Singer-Songwriters Juan Gabriel, das erstmals 1971 auf Schallplatte erschien und zu seinem ersten Hit wurde. Es erschien als bereits auf dem Cover seines Debüt-Albums El alma joven... hervorgehobenes Lied sowie ebenso als EP und Single.

## Geschichte
Seine angespannte finanzielle Situation in jungen Jahren dürfte Gabriel zu diesem Lied inspiriert haben, das er der Erinnerung von David Bencomo zufolge erstmals in dessen Musiklokal Hawaian in Ciudad Juárez vor Publikum sang. Bencomo war auch Inhaber des durch Gabriels späteren Hit bekannt gewordenen Musiklokals Noa Noa, das sich ebenfalls in Ciudad Juárez befand und in dem Gabriel auch zu Beginn seiner musikalischen Laufbahn auftrat. Noch als Gabriel Anfang der 1970er Jahre seine ersten Engagements bei RCA Records in Mexiko-Stadt hatte, kam er oft zu spät, weil er kein Auto hatte und auch kein Geld für ein Taxi. Viele Strecken bewältigte er zu Fuß.

## Inhalt
Das Lied beschreibt die Bedenken eines verliebten Mannes, der sich nicht sicher ist, ob der Liebe zu seiner Freundin eine Zukunft beschieden ist, wenn sie von seiner Armut erfährt: No tengo dinero, ni nada que dar. Lo único que tengo es amor para amar. Si así tu me quieres, te puedo querer. Pero si nu puedes, ni modo que hacer. (Ich habe kein Geld, kann dir nichts bieten. Das einzige, was ich dir geben kann, ist meine Liebe. Wenn du mich trotzdem liebst, kann ich dich lieben. Aber wenn dir das nicht reicht, kann man nichts machen.). Trotzdem ist der Verliebte traurig, dass er seiner Lieben nicht mehr bieten kann und ist sich sicher, dass sie ihn deshalb verlassen wird: Yo quisiera tener todo y ponerlo a tus pies. Pero yo nací pobre y es por eso que no me puedes querer. (Wie gerne hätte ich alles, um es dir zu Füßen zu legen. Aber ich bin arm geboren und das ist der Grund, weshalb du mich nicht lieben kannst.).

## Coverversionen
Bereits 1971 gab es die erste Coverversion von Charlie & The Jives, die das Lied zweisprachig in Englisch und Spanisch sangen. Außerdem gibt es eine japanische und eine portugiesische Version, die beide von Gabriel selbst aufgenommen wurden.
Weitere Coverversionen gibt es unter anderem von Ana Gabriel auf ihrem Album Ayer y hoy, A. B. Quintanilla und den Kumbia Kings auf ihrem Album 4, und der Single A. B. Quintanilla III Presents Kumbia Kings, Juan Gabriel & El Gran Silencio – No tengo dinero, Kalimba auf seinem Album  Homenaje a las grandes canciones Vol. II, Yuri auf ihrem Album Primera Fila sowie Jessi Uribe. Weiter wurde es auf Deutsch als Solange ich lebe von Bata Illic aufgenommen. Im Film Blau blüht der Enzian singt er unter anderem diesen Titel.
Die gleichnamigen Lieder von Righeira und Los Umbrellos sind nicht identisch mit dem hier beschriebenen Lied.